# Marengo, Wisconsin
Marengo är en ort i Ashland County i delstaten Wisconsin, USA.